# Seniorat Mohawk Valley PNKK
Seniorat Mohawk Valley (Mohawk Valley) – seniorat (dekanat) diecezji centralna Polskiego Narodowego Kościoła Katolickiego w USA i Kanadzie (PNKK) położony w Stanach Zjednoczonych Ameryki Północnej. Parafie senioratu znajdują się w stanie Nowy Jork. Seniorem (dziekanem) senioratu jest ks. Walter Madej z New York Mills.

## Parafie senioratu Mohawk Valley
- parafia św. Krzyża w Lakeland, proboszcz: ks. Marian Pociecha
- parafia Matki Bożej Częstochowskiej w Latham, proboszcz: ks. Marek Gnidziński
- parafia św. Ducha w Little Falls, proboszcz: ks. Rafał Dadello
- parafia Najświętszego Serca Pana Jezusa i św. Krzyża w New York Mills, proboszcz: ks. sen. Walter Madej
- parafia Wszystkich Świętych w Rome, proboszcz: ks. Marian Pociecha
- parafia Najświętszego Serca Pana Jezusa w Schenectady, proboszcz: ks. Jakub Konicki